# 斎藤利賢
斎藤 利賢（さいとう としかた） は、戦国時代から安土桃山時代にかけての武将。通称は右衛門尉。春日局の祖父であり初代小田原藩主・稲葉正勝の曽祖父。美濃国白樫城主。
父は斎藤利匡。軍記・史書・系図等では斎藤和泉守利胤（または長井斎藤利安）。母は稲葉備中守通以（越智）女。妹に明智光安室。室は前妻に足利義輝の重臣蜷川親順の娘（蜷川親世の妹、後に離縁して石谷光政室）、後妻は明智光継（宗善）の娘。子に石谷頼辰、利三など。
『美濃明細記』によれば、斎藤道三に父親を殺されたため仇討ちを計画したが、土岐頼芸に反対されたため白樫城に蟄居したという。
子らは明智光秀の重臣となったが、利三は本能寺の変後に刑死、石谷頼辰は土佐国に赴き親族の長宗我部氏に仕えた。